# Schwabbruck (Münsing)
Schwabbruck ist ein Gemeindeteil von Münsing im oberbayerischen Landkreis Bad Tölz-Wolfratshausen.

## Geographie
Die Einöde ist über die Kreisstraße STA 11 zu erreichen.

## Geschichte
Der Name wurde 1090 als Spachprucca erstmals erwäht. Das bedeutet so viel wie ‚Trockenweg‘ und bezeichnete einen Prügelweg.